# دانشگاه پلی‌تکنیک پتر کبیر سنت پترزبورگ
دانشگاه پلی‌تکنیک پتر کبیر سنت پترزبورگ از دانشگاه‌های فنی مهم روسیه است که در سنت پترزبورگ واقع شده. نام‌های دیگر آن شامل مؤسسه پلی‌تکنیک پتر کبیر و مؤسسه پلی‌تکنیک کالینین است. این دانشگاه یکی از نهادهای برتر پژوهشی فدراسیون روسیه و از نهادهای پیشروی آموزشی در زمینهٔ فیزیک و ریاضیات کاربردی، مهندسی صنایع، مهندسی شیمی و دیگر رشته‌های دانشگاهی است. این دانشگاه در روسیه همچون مؤسسه فناوری کالیفرنیا در آمریکاست، (از مؤسسه فیزیک و فناوری مسکو معمولاً به «ام‌آی‌تی روسیه» یاد می‌شود). شماری از برندگان جایزه نوبل از جمله پیوتر کاپیتسا، و کسانی چون اولگ آنتونوف و نیکولای نیکولائوچ پولیکارپف از فارغ التحصیلان این دانشگاه بوده‌اند.